# Yangwang U8
Yangwang U8 — гібридний позашляховик, що виробляється китайською компанією BYD Auto під брендом Yangwang з 2023.

## Опис

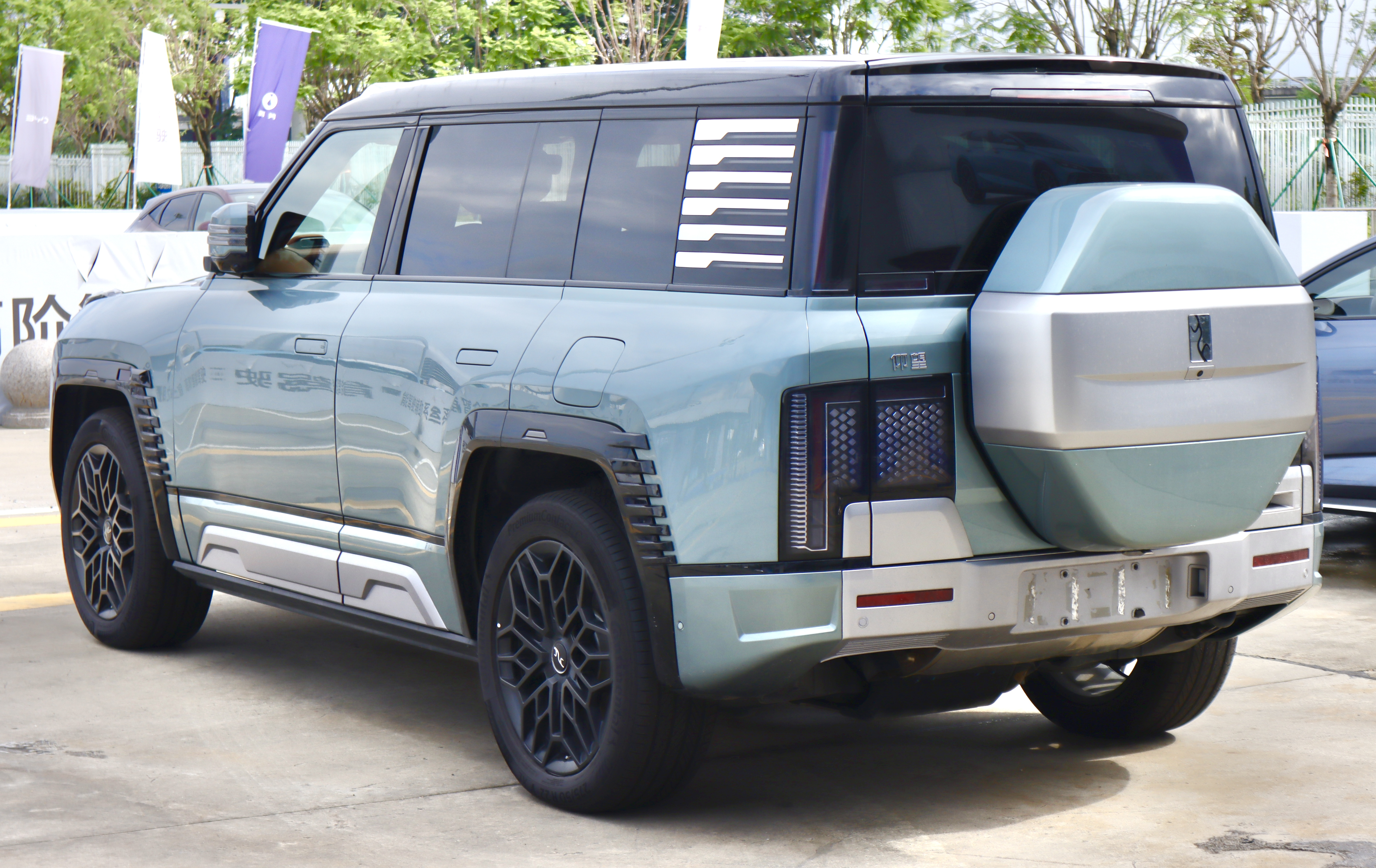
Вид ззаду

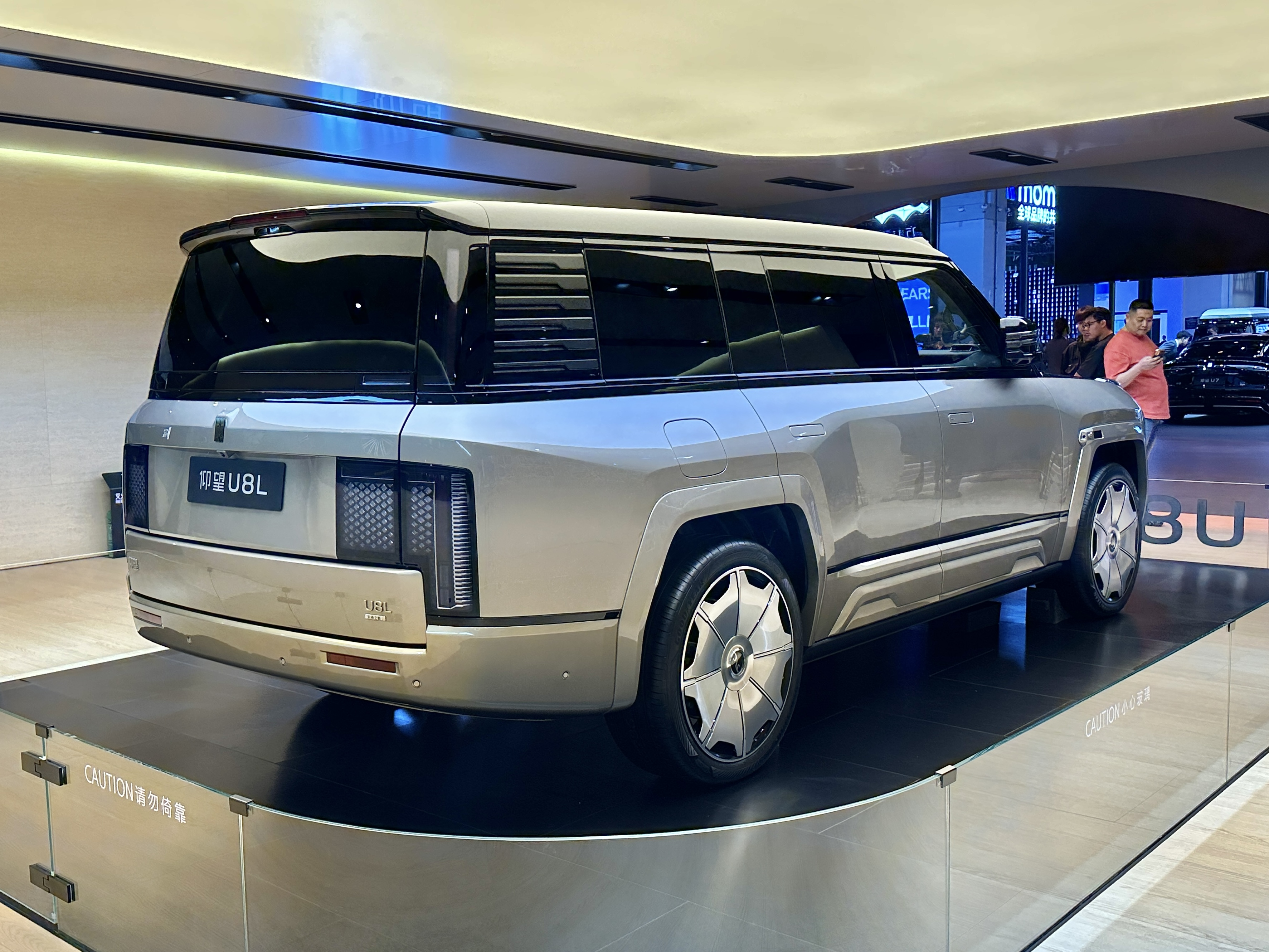
Yangwang U8L

Автомобіль Yangwang U8 вперше був представлений 5 січня 2023 на автосалоні в Шанхаї. Продаж автомобіля почався 18 квітня 2023 року в Китаї.

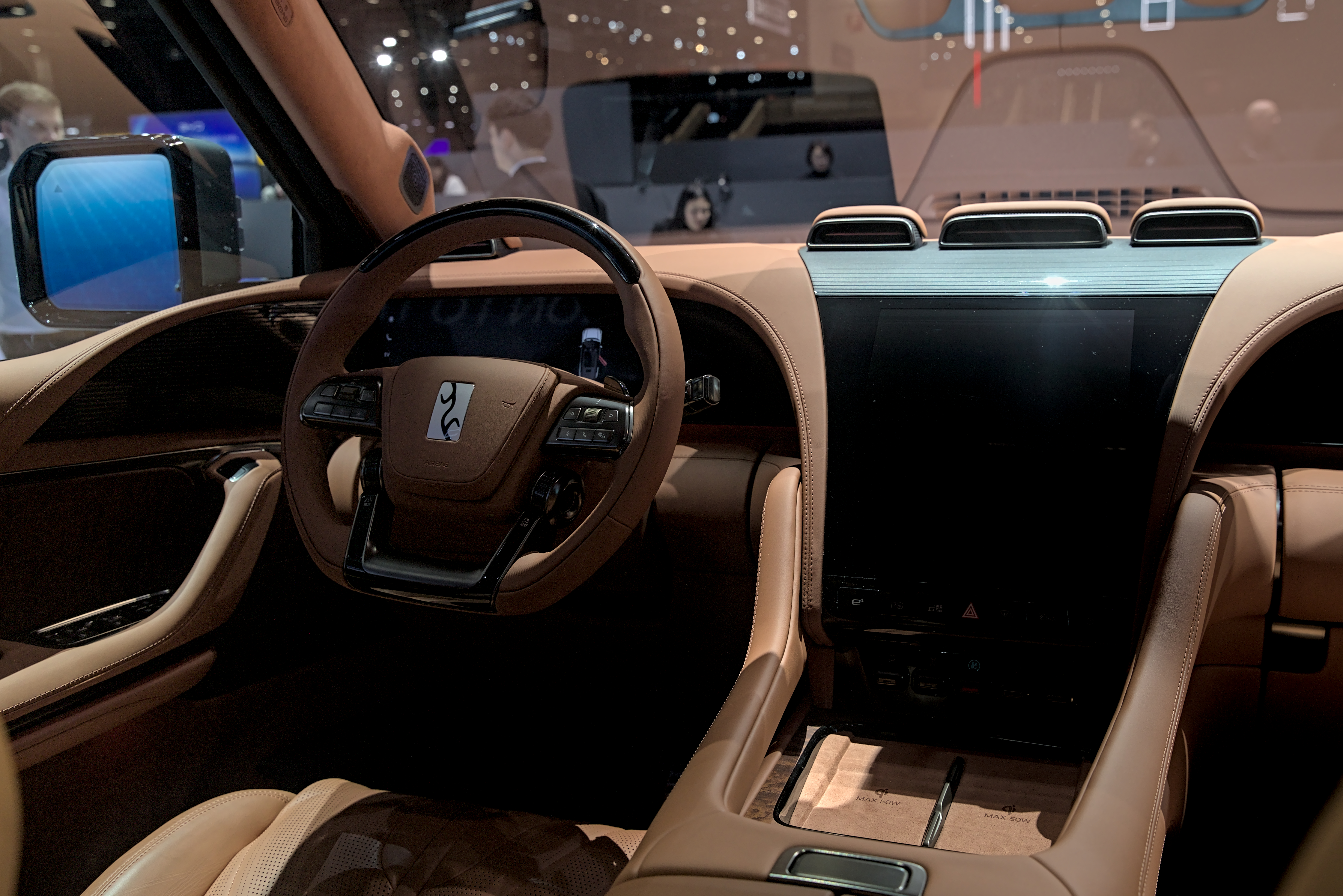

## Технічні характеристики
Автомобіль Yangwang U8 оснащується 2.0 L BYD487ZQD I4 турбодвигуном, який заряджає тяговий електродвигун напругою 49 кВт·год. Запас ходу складає 1000 км. Сумарна потужність 1196 к.с.
Базова комплектація має пневматичну підвіску. Також є можливість збільшення кліренсу на 15 см. Опційно доступний позашляховий пакет OffRoad.
U8 має власну технологію індивідуального приводу коліс (IWD) BYD «e4» з чотирма окремими електродвигунами, кожен з яких приводить в рух одне колесо. Ця технологія дозволяє системі контролю тяги перерозподіляти крутний момент і підтримувати стійкість автомобіля в разі проколу шини на швидкості. Це також дозволяє U8 виконувати «розворот танка» на 180 градусів у вузьких місцях, коли ліве та праве колеса обертаються в протилежних напрямках. За словами розробників, нова система повного приводу з електронним керуванням у 100 разів швидша за звичайну систему повного приводу.
Будучи транспортним засобом бездоріжжя, U8 має обмежену здатність їздити по воді, хоча BYD не рекомендує покупцям робити це, оскільки він призначений лише як функція екстреної евакуації в ситуаціях лиха, як-от раптові повені.